# ФК Малага
ФК Малага (шп. Málaga Club de Fútbol) је шпански фудбалски клуб са седиштем у Малаги, Андалузија. Тренутно играју у Другој лиги Шпаније.
Најбољи лигашки пласман у историји клуба је четврто место у сезони 2011/12. Прве лиге. Малага је 2002. освојила Интертото куп, а такође има и две титуле Друге лиге Шпаније. Домаће утакмице игра на стадиону Ла Росаледа, са капацитетом од 30.044 седећих места.

## Историја
ФК Малага формиран је 3. априла 1904. као Málaga Football Club, а у својој историји је прошао кроз више фузија и промена назива, F.C. Malagueño, Real Málaga F.C., Málaga Sport Club, Club Deportivo Malacitano, Club Deportivo Málaga и Club Atlético Malagueño.
Године 2002. освојивши Интертото куп квалификовали су се за следећу сезону Купа УЕФА и у сезони 2002/03. стигли до четвртфинала, где су у двомечу поражени од Боавиште. Четири године касније, Малага је у сезони 2005/06. испала у Другу лигу. У Другој лиги се задржала само две сезоне и од сезоне 2008/09. је поново прволигаш.
Нови власник клуба 25. јуна 2010. је постао катарски бизнисмен Абдулах Бен Насер Ал Тани, који је 27. јула исте године постављен и званично на место председника. Уследило је јачање свих структура клуба, као и долазак више квалитетних играча. Прелазну сезону клуб је завршио на једанаестом месту, али резултати улагања су се видели већ у сезони 2011/12. када је Малага остварила најбољи резултат у лигашким такмичењима у својој историји, завршивши сезону у Првој лиги Шпаније на високом четвртом месту, а тиме је такође по први обезбеђено и учешће у Лиги шампиона за наредну сезону. Сезона 2012/13. је почела одлично јер је Малага у плеј-офу за Лигу шампиона савладала Панатинаикос и тако по први пут обезбедила учешће у групној фази Лиге шампиона. Жребом је распоређена у групу заједно са Миланом, Зенитом и Андерлехтом, а Малага је затим освојила прво место у тој групи и пласирала се у осмину финала.

## Успеси
- Интертото куп: 1
  - 2002.
- Друга лига Шпаније
  - Првак 1987/88, 1998/99: 2
  - Вицепрвак 1948/49, 1969/70, 1978/79, 2007/08: 4
- Друга лига - јужна група
  - Првак 1951/52, 1966/67: 2
  - Вицепрвак 1961/62, 1964/65: 2[2]
- Трофеј Коста дел Сол: 8
  - 1963, 1971, 1974, 2005, 2008, 2010, 2011, 2012.

## Тренери
| - Антонио Бенитез (1989—1990) - Валдо Рамос (1990) - Абдалах Бен Барек (1991—1992) - Хосе Луис Монреал Сотиљо (1992) - Антонио Монтеро Торес (1992) - Фернандо Росас (1992—1993) - Антонио Монтеро Торес (1993) - Франсиско Хавијер Ортиз (1993) - Рикардо Албис (1994) - Волтаире Гарсија (1994) - Антонио Бенитез (1994—1995) - Хосе Антонио Хименез Руеда (1996) - Пепе Кајуела (1996) - Хуан Карлос Ањон Морено (привремено) (1996) - Хосе Мануел Дијаз Новоа (1997) - Рикардо Албис (привремено) (1997) - Толо Плаза (1997) |  | - Исмаел Дијаз Галан (1998) - Хоакин Пеиро (1998—2003) - Хуанде Рамос (2003—2004) - Грегорио Манзано (2004—2005) - Антонио Тапиа (2005—2006) - Мануел Руиз Хијеро (2006) - Маркос Алонсо (2006) - Хуан Рамон Лопез Муњиз (2006—2008) - Антонио Тапиа (2008—2009) - Хуан Рамон Лопез Муњиз (2009—2010) - Жезуалдо Фереира (2010) - Рафаел Хил (2010) - Мануел Пелегрини (2010) - Хави Грасија (2014-тренутно) |